# Pölfing
Pölfing ist eine Ortschaft in der Weststeiermark sowie eine Katastralgemeinde und Dorf der Marktgemeinde Pölfing-Brunn im Bezirk Deutschlandsberg in der Steiermark.

## Lage und Geographie
Pölfing liegt im östlichen Teil der Marktgemeinde Pölfing-Brunn, östlich der Katastralgemeinde Brunn. Im Norden und Osten bildet der Pölfingbach die Grenze zu den Katastralgemeinden Oberhart und Gasselsdorf mit dem Dorf Gasselsdorf der Gemeinde Sankt Martin im Sulmtal. Im Süden bildet ein Höhenzug die Grenze zur ebenfalls zu Sankt Martin im Sulmtal gehörigen Katastralgemeinde Kopreinigg mit den beiden Streusiedlungen Kopreinigg und Trixen. Durch den südöstlichen Teil von Pölfing fließt die Weiße Sulm.
Mittig durch Pölfing verläuft die Landesstraße L605, die Pölfing-Brunner-Straße. Auch die Strecke der von der GKB betriebenen Wieserbahn verläuft durch Pölfing, es befindet sich aber kein Haltepunkt in der Ortschaft.

## Geschichte
Zu den ältesten Siedlungsspuren in Pölfing gehören Funde aus der Bronzezeit.
Die erste urkundliche Erwähnung erfolgte 1332 als Polvanch. Weitere Erwähnungen erfolgten 1432 als Pelfing, 1443 als Polluang, 1499 als Polfing, um 1550 als Pölfing, 1725 als Bölffing und 1782 schließlich als Pölfing. Im 16. Jahrhundert waren einige Untertanen zur Gült von Sigmund Gaißrucker in Pölfing ansässig. Ab dem Mittelalter bis 1848 gehörten die in Pölfing wohnhaften Untertanen zu den Herrschaften Burgstall und Eibiswald. Einer der Untertanen zählte zur Gült des Bistums Lavant. Die Herrschaft Limberg hatte das Richterrecht inne und hob auch den Landgerichtshafer ein. Der Haarzehnt ging an die Herrschaft Polheim und der Hisezehnt ging an die Herrschaft Waldschach.
Mit der Konstituierung der freien Gemeinden im Jahr 1850 wurde der Ort mit den Katastralgemeinden Brunn und Jagernigg zur freien Ortsgemeinde Jagernigg zusammengelegt. Diese Gemeinde änderte am 6. Januar 1920 ihren Namen in Pölfing-Brunn.